# Turzyca ciemnokłosa
Turzyca ciemnokłosa (Carex melanostachya  M.Bieb. ex Willd.) – gatunek rośliny z rodziny ciborowatych. Występuje w Europie i Azji, od Francji na zachodzie po Sinciang na wschodzie. W Polsce jest gatunkiem bardzo rzadkim, o słabo poznanym rozmieszczeniu, znanym z kilku i od dawna niepotwierdzonych stanowisk.

## Morfologia

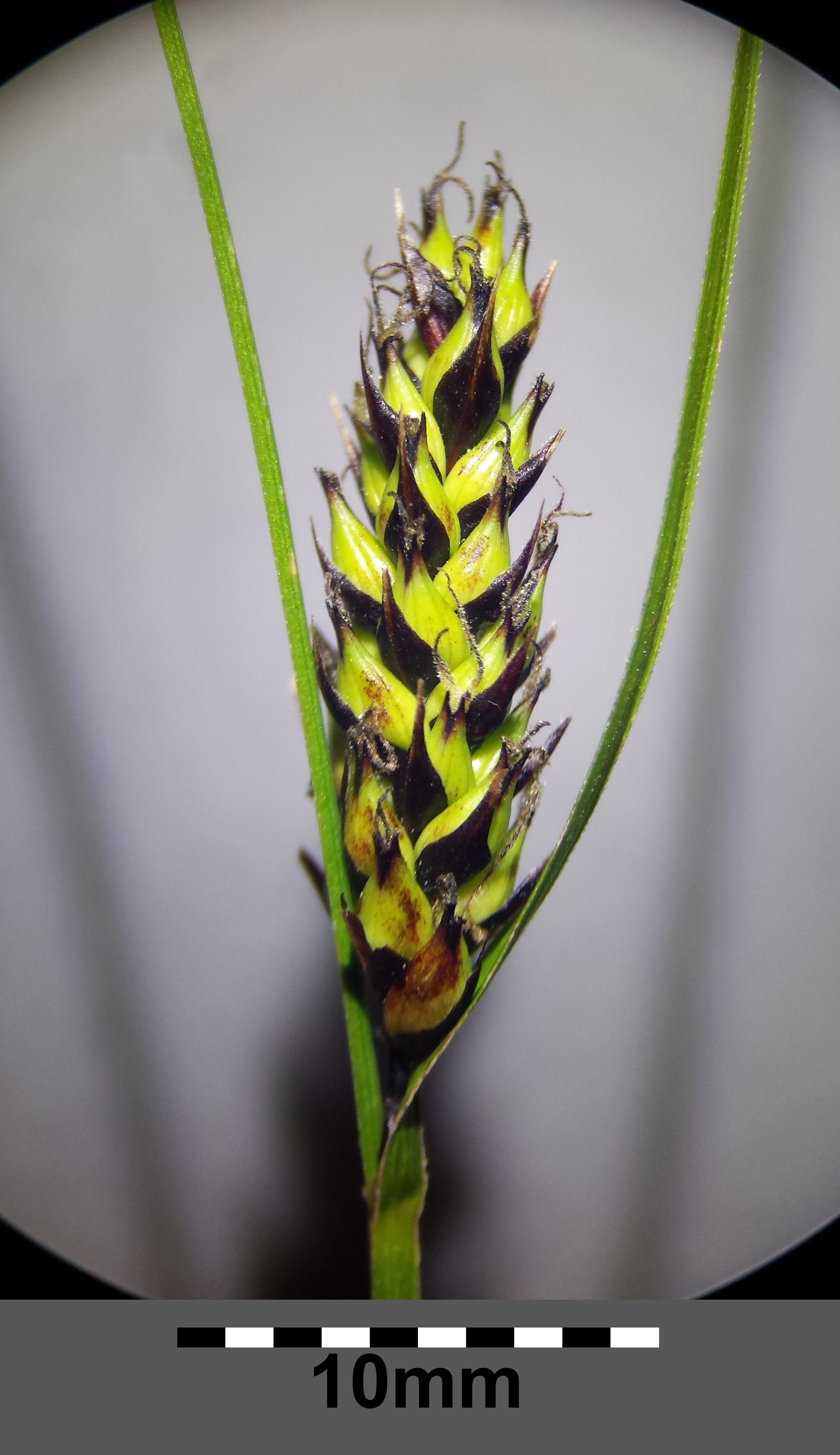
Kłosek z owocami

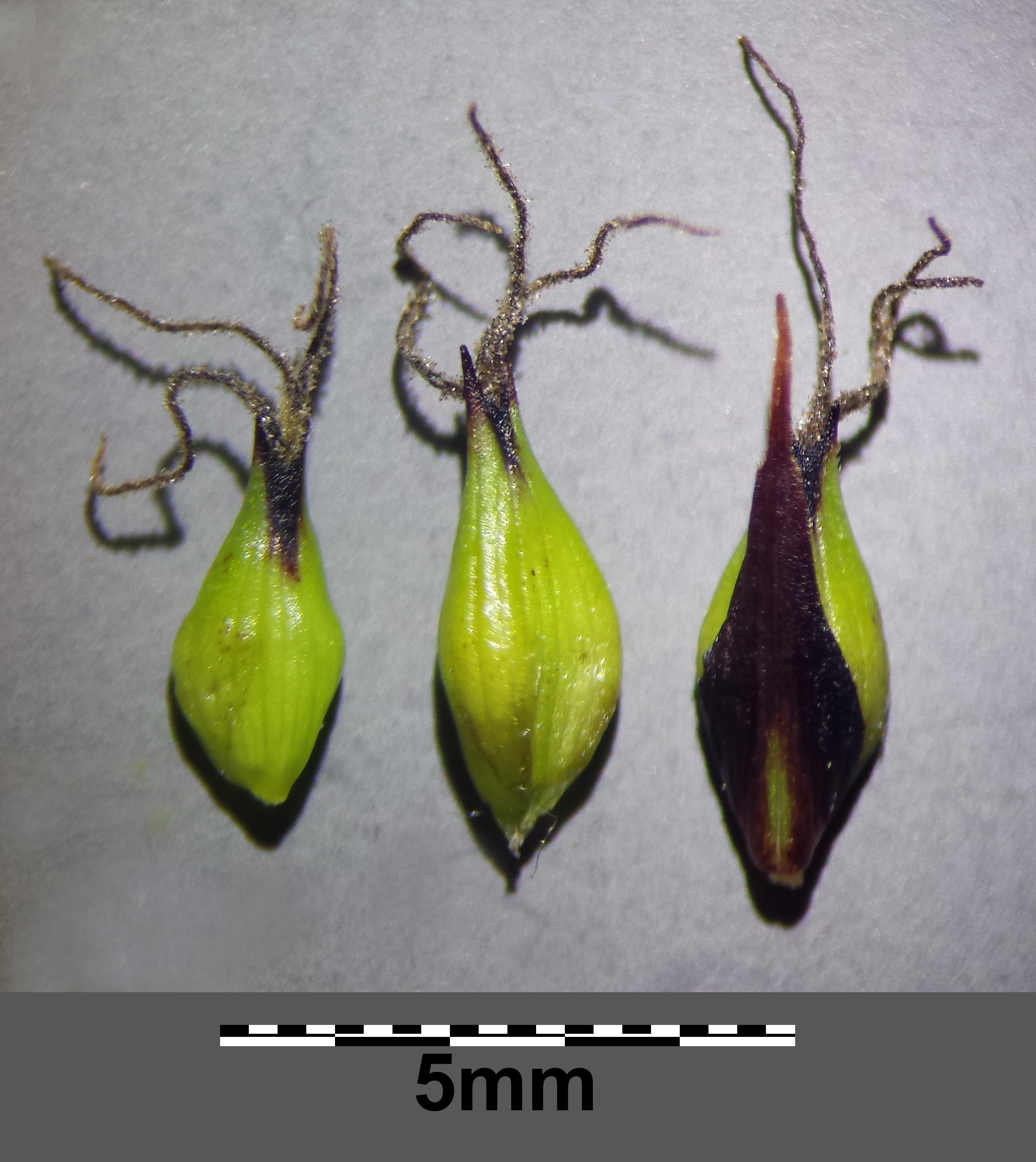
Owoce z przysadką

ŁodygaTępokanciasta, szorstka w górnej części, o wysokości 30-100 cm.
LiścieSzarozielone, podwinięte na brzegu, nagie, o szerokości 2-4 mm.
KwiatyZebrane w kłosy. Kłosy szczytowe męskie. Kłosy żeńskie o długości 10-35 mm i szerokości 5-10 mm. Przysadki krótsze od pęcherzyków. Pęcherzyki szarobrunatne, wzniesiono-odstające, jajowatoeliptyczne, unerwione, o długości 3,5-5,5 mm, stopniowo zwężone w dwudzielny dzióbek o długości 0,75 mm, z trzema znamionami.
OwocOrzeszek.

## Biologia i ekologia
Bylina, hemikryptofit. Rośnie na mokradłach. Kwitnie w maju i czerwcu.

## Zagrożenia i ochrona
Roślina umieszczona na polskiej czerwonej liście w kategorii CR (krytycznie zagrożony).